# K. Jayaram
K. Jayaram (1949 – 2. července 2023) byl indický fotograf přírody a průkopník v oblasti makrofotografie. V tomto oboru se pohyboval přes 40 let. Jeho fotografie byly publikovány v mezinárodně uznávaných časopisech nebo v dalších médiích včetně BBC.

## Životopis
Jayaram se narodil v roce 1949 a s fotoaparátem začal pracovat v roce 1962 ve svých čtrnácti letech. Časem vyrostl v jednoho z nejznámějších ekologických fotografů v Indii. Jeho fotografická kariéra začala v roce 1963, kdy vyhrál první cenu v soutěži. Vynikal v zachycování obrázků hmyzu a brouků. Zajímal se také o botaniku a taxonomii. Je spoluautorem knihy o motýlech.
Byl po něm pojmenován druh žáby (Philautus jayarami) a skákavý pavouk (Myrmarachne jayaramani). Jayaram v letech 1969 až 2006 zachytil více než tři miliony snímků. Jeho fotografie byly publikovány v několika mezinárodních médiích včetně BBC. Jeho fotografie hmyzu a štíra získala zlatou a stříbrnou medaili na Mezinárodním fotografickém salonu v roce 1970. V roce 1978 se stal členem Královské fotografické společnosti ve Velké Británii. Získal také cenu od Mezinárodní federace fotografického umění v Evropě. Jayaram je spoluautorem knih o motýlech z jižní Indie a Tichého údolí.